# Вплив пандемії COVID-19 на дітей

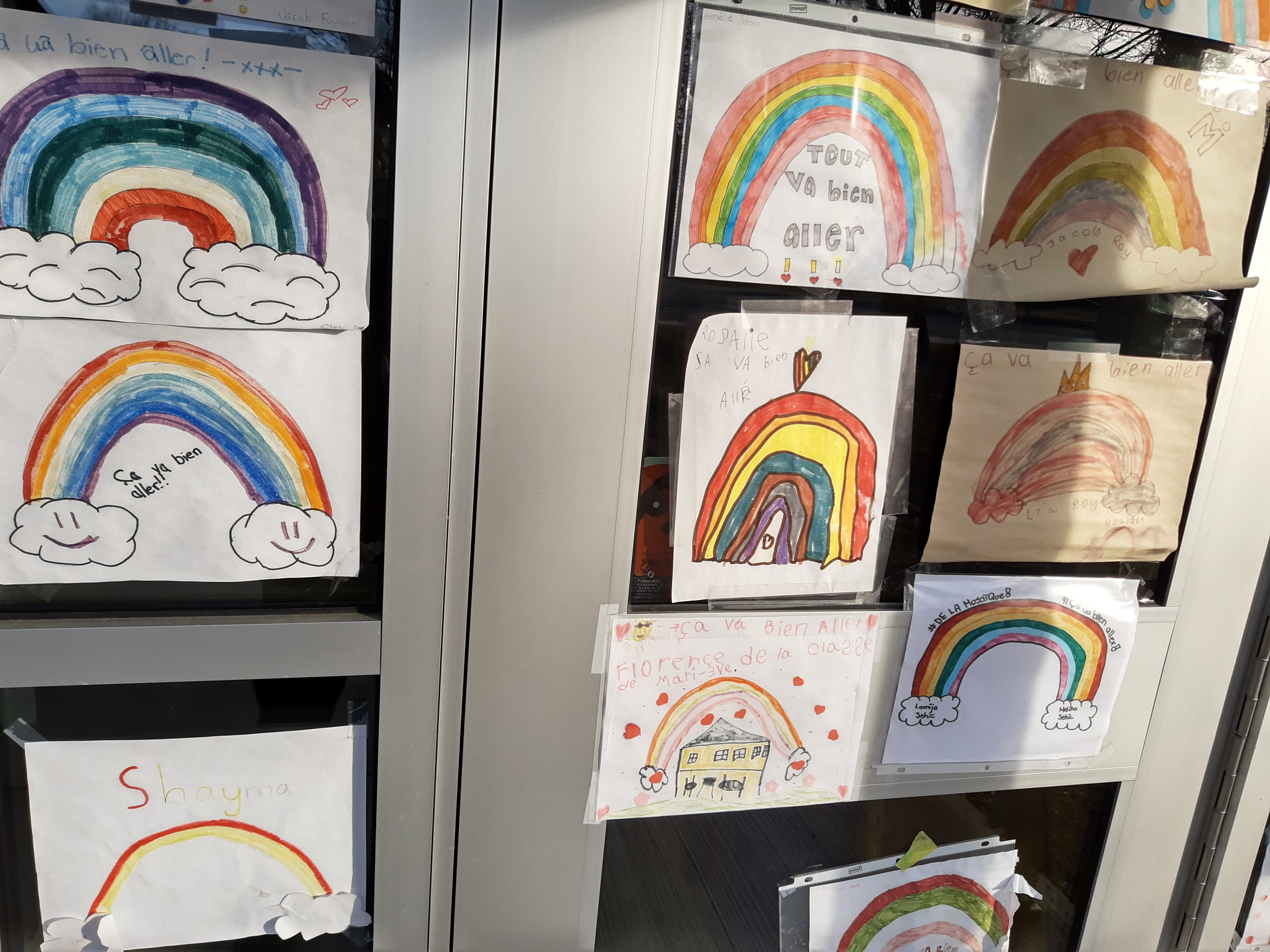
Оптимістичні малюнки дітей у Квебеку, квітень 2020 року. На частині з них написано фразу «Ça va bien aller», гасло, яке перекладається як «все буде добре».

У систематичних оглядах зазначається, що діти, хворі на COVID-19 мають легший перебіг та кращий прогноз хвороби, ніж дорослі. Проте у дітей може спостерігатися синдром мультисистемного запалення, який є рідкісним, але небезпечним для життя системним захворюванням, при якому спостерігається стійка гарячка та виражений запальний процес у низці органів та систем, після інфікування вірусом SARS-CoV-2.
Оскільки діти є вразливою групою населення, тому діти та молодь можуть постраждати від пандемії COVID-19 у багатьох інших аспектах, включаючи освіту, психічне здоров'я, безпеку та соціально-економічну стабільність; захворювання може призвести до розлуки або втрати сім'ї. Як і у випадку з багатьма іншими надзвичайними ситуаціями, пандемія COVID-19 може посилити наявну вразливість до стресових ситуацій, і нерівність у ставленні в суспільстві, з якими можуть стикнутися діти.

## Хвороба
Якщо дитина інфікувалася COVID-19, то існує більша ймовірність того, що в неї буде безсимптомний перебіг хвороби, або хвороба буде мати легкий або середній ступінь важкості. Діти менш схильні до інфікування або госпіталізації, ніж дорослі. Проте в дітей також імовірний розвиток важкого перебігу хвороби, і в цих випадках може знадобитися підтримка дихальної системи, зокрема переведення на апарат штучної вентиляції легень. У частини дітей розвинувся синдром поліорганної недостатності. Такі випадки важкого або вкрай важкого перебігу хвороби були найбільш поширеними серед дітей з низкою хронічних захворювань, зокрема хворих бронхіальною астмою (і особливо у випадку більш важкої форми астми) або в дітей з ослабленою імунною системою. У дитячому віці спостерігаються нижчі показники смертності від COVID-19, ніж в інших вікових групах. У дітей, хворих на COVID-19, частіше спостерігаються шлунково-кишкові симптоми, ніж у дорослих.
Найпоширенішими симптомами COVID-19 у дітей є гарячка і сухий кашель. Іншими поширеними симптомами хвороби в дітей є закладеність носа або нежить, втомлюваність та головний біль. Низка досліджень вказує, що в багатьох дітей, які захворіли на COVID-19, спостерігається розвиток постковідного синдрому.
На початку пандемії дерматологи повідомили про появу змін на стопах та пальцях рук і ніг, схожих на обмороження, особливо в дітей. Його неофіційно називають «ковідними пальцями стоп».
У частини дітей, інфікованих COVID-19, розвивається рідкісний стан, відомий як MIS-C, скорочення від «мультисистемного запального синдрому у дітей». Цей синдром спричинює тривалу гарячку та виражене запалення. Іншими симптомами, асоційованими з мультисистемним запальним синдромом, є сильний біль у животі та артеріальна гіпотензія.

## Освіта

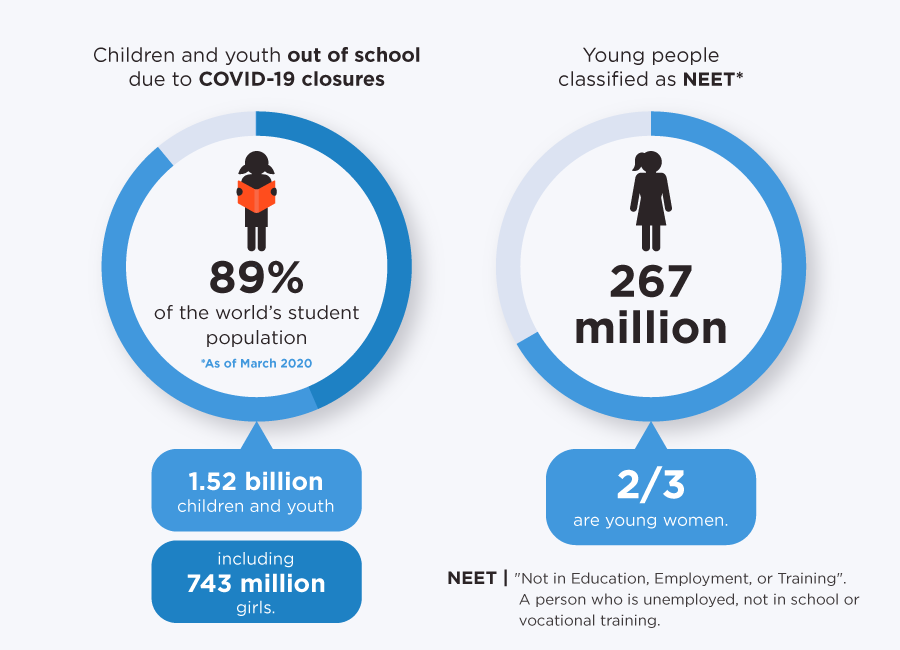
Графічна діаграма дітей і молоді, які не відвідують школи у зв'язку з карантином внаслідок COVID-19, і молодих людей, класифікованих як NEET.

### Закриття шкіл
Станом на кінець березня 2020 року ЮНЕСКО підрахувала, що понад 89 % учнів та студентів у світі не відвідували школи або вищі навчальні заклади у зв'язку із закриттям учбових закладів, спрямованим на сповільнення поширення COVID-19. Це спричинило серйозне занепокоєння щодо соціальних, економічних та освітніх наслідків тривалого закриття учбових закладів для учнів. Крім того, закриття шкіл у гіршу сторону впливає на дітей з малозабезпечених сімей або сімей меншин, дітей з обмеженими можливостями, та молодих жінок через нерівність у доступі до дистанційної освіти, що полягає у нерівному розподілі великої кількості обов'язків щодо догляду за дітьми та іншими домашніми обов'язками; а також той факт, що школа часто субсидує програми харчування та щеплення, що є наріжним каменем охорони здоров'я дітей для багатьох сімей. Зокрема, закриття шкіл під час спалаху гарячки Ебола в Західній Африці в 2014—2016 роках призвело до збільшення кількості тих, хто покинув школу, збільшення випадків дитячої праці, насильства над дітьми та підліткової вагітності.
Згідно зі звітом, майже всі діти відстали в навчанні під час пандемії COVID-19.Серед дітей поширились відчуття самотності, нудьги та нещастя, а фізичне та психічне здоров'я в дітей погіршувалось. Головний інспектор шкіл Великої Британії Аманда Спілман заявила, що деякі маленькі діти відстали у своїх мовних навичках, їм стало важче спілкувалися з однолітками в колективі, діти також втратили фізичну спритність і впевненість у зв'язку з малорухливістю в час, коли вони сиділи вдома.

### Вплив на студентське та учнівське життя

Учень зі штату Керала в Індії на онлайн-уроці

У 2020 році проводилось всебічне глобальне дослідження (Aristovnik et al., 2020) для складання уявлення про задоволеність і сприйняття студентами та учнями різних аспектів свого життя під час першої хвилі пандемії, включно з їхніми думками щодо найближчого та віддаленого майбутнього. Дослідження показало, що викладачі та служба зв'язку з громадськістю навчальних закладів надали здобувачам освіти найважливішу підтримку в університеті під час пандемії. З іншого боку, відсутність комп'ютерних навичок і відчуття відносно більшого навчального навантаження завадили здобувачам освіти відчути вищу продуктивність під час адаптації до онлайн-навчання.
Під час карантину студенти в першу чергу висловлювали занепокоєння щодо своєї майбутньої професійної кар'єри, та проблемами навчання, також у них частіше спостерігалась нудьга, тривога та розчарування. Студенти також змінили частину своїх гігієнічних звичок, зокрема розпочали регулярно носити маски для обличчя, та частіше мити руки, а також змінити свої повсякденні звички, зокрема рідше виходити з дому та потискати руки. Хоча діяльність як лікарень, так і навчальних закладів під час пандемії загалом оцінена позитивною, проте уряди та банки не виправдали очікувань студентів під час пандемії.
Соціально-демографічні і географічні фактори також відігравали важливу роль у сприйнятті студентами різних аспектів академічної роботи або життя. Емпіричні результати опитувань засвідчили, що перехід від очних до онлайн-занять у зв'язку з пандемією COVID-19 мав сильніший вплив на чоловіків, студентів-заочників, здобувачів бакалаврату, студентів спеціальностей прикладних наук, студентів із нижчим рівнем життя та студентів із менш розвинутих країн та регіонів (зокрема Африки та Азії), тоді як пандемія загалом більше вплинула на студентів жіночої статі, студентів денної форми навчання, студентів, які мали фінансові проблеми, проблеми емоційного плану та особистих обставин. Результати дослідження також показали, що студенти з більшою впевненістю в собі та меншою нудьгою та студенти, які були більш задоволені своїм навчанням/життям, студенти соціальних наук, та студенти, які навчались у Європі, відчули менший вплив пандемії та зазначили більший позитивний вплив своїх навчальних закладів на їх проблеми та навчальний процес під час пандемії..
Загальнонаціональне опитування агентства «Reuters», проведене в США, показало серйозні наслідки для психічного здоров'я внаслідок закриття шкіл і пандемії COVID-19. Це опитування показало, що пандемія вплинула як на учнів, так і на їх вчителів. У 90 % шкільних округів, де проводилось опитування, повідомили, що в їхньому окрузі спостерігається більша кількість «прогулів або незалученості до навчання», а в 74 % округів вказали на збільшення психічного стресу серед учнів.

## Здоров'я та розвиток дітей
Підвищений стрес для батьків та опікунів, ризик інфікування та соціальна ізоляція загрожують здоров'ю та розвитку дітей, і можуть сприяти виникненню синдрому негативного досвіду дитинства. Стресовий тиск, подібний до цього, може негативно вплинути на неврологічний розвиток дитини, особливо в дитинстві чи ранньому дитинстві, у тому числі сприяючи розвитку депресії у дорослому віці. Вчені висловили занепокоєння тим, що розвиток немовлят, зокрема які провели значну частину першого року свого життя в режимі карантину, міг сповільнитись у зв'язку з обмеженням соціальних контактів.
У статті журналу «The Lancet» зазначено, що COVID-19 опосередковано призведе до збільшення материнської та дитячої смертності у зв'язку з погіршенням доступу до медичної допомоги та їжі. Згідно даних авторів статті, при найменш важкому сценарії пандемія протягом 6 місяців призведе до 253500 додаткових смертей дітей і 12200 додаткових смертей матерів. Діти ризикували втратити своїх опікунів унаслідок смерті COVID-19. Пандемія та її наслідки могли спричинити зменшення доступу до низки ресурсів, зокрема води, соціального забезпечення чи медичного обслуговування для вразливих верств населення. Унаслідок пандемії зросла бідність серед дітей. Тривала відсутність фізичної активності внаслідок соціального дистанціювання та карантину призводить до погіршення фізичної підготовки дітей, у тому числі до збільшення кількості випадків ожиріння та порушення режиму сну. Відсутність фізичного доступу до шкільних ресурсів також може посилити погіршення доступу до харчування для бідних учнів.
ЮНІСЕФ очікує, що ще додатково мільйони дітей у всьому світі відчують нестачу продуктів та недоїдання. Заходи щодо імунізації проти інфекційних захворювань, окрім COVID-19, значно зменшились, що призведе до збільшення дитячої смертності. За даними ЮНІСЕФ, очікується, що понад 94 мільйони дітей пропустять вакцинацію проти кору, очікується також зростання випадків ВІЛ-інфекції серед дітей за умови порушення заходів щодо профілактики поширення ВІЛ-інфекції. Очікується, що за умови погіршення доступу до медичних послуг зросте кількість мертвонароджених.

### Психічне здоров'я
Діти в усьому світі постраждали від пандемії та запровадження карантину по різних причинах. Частина дітей мали можливість розраховувати на належну підтримку та ресурси, що робить ситуацію з навчанням для них керованою, а інші прагнули не відставати від шкільної програми в цій новій реальності. Закриття шкіл призвело до того, що дітям стало важко навчатися вдома. Діти в сім'ях, які не могли забезпечити ресурси для домашнього навчання, де батьки мають низький рівень освіти або де немає достатнього простору для ефективного навчання, однозначно відставали в навчанні за цей період.
Дослідження, проведені під час минулих епідемій, зокрема SARS, Еболи та близькосхіднього респіраторного синдрому, показали високу поширеність негативних психологічних ефектів не лише у дітей, але й у дорослих. Те ж саме відбувалося під час пандемії COVID-19, і під час карантину найпоширенішими новими психологічними проблемами у дітей і дорослих стали тривога, депресія, дратівливість, нудьга, неуважність і страх.
Зловживання наркотиками та алкоголем серед неповнолітніх під час пандемії скоротилося, також зменшилась кількість арештів серед неповнолітніх. Відвідування психіатричних закладів збільшилися на 24 % для дітей віком від 5 до 11 років і на 31 % для неповнолітніх. Багато дітей унаслідок пандемії та її наслідків стали більш уразливими до психічних розладів, зокрема депресії та тривоги, серед яких соціальна ізоляція стала найбільшим фактором, що сприяє погіршенню якості психічного здоров'я. Психолог із Гонконгу Занонія Чіу сказала про дітей з депресією: «Тепер, коли школи закриті, частина дітей тижнями замикаються у своїх кімнатах, відмовляючись приймати душ, їсти або виходити з дому, і лише лежать у ліжку». Повідомлялося про підвищення рівня домашнього насильства під час пандемії, зокрема підвищений ризик жорстокого поводження з дітьми у всьому світі.
Крім психологічних проблем, є докази того, що карантин також вплинув на пізнавальні та соціальні здібності дітей і підлітків. Дослідження, проведені в Європі, свідчать про те, що пандемія COVID-19 вплинула на сім'ї, які доглядають за дітьми з вадами інтелектуального розвитку та вадами розвитку, більше, ніж пандемія вплинула на населення в цілому. Батьки дітей з розумовими та фізичними вадами частіше повідомляли про зміни в поведінці своїх дітей, зокрема про відволікання, нездатність зосередитися, дратівливість і загальний дискомфорт.

#### Вплив на дітей і підлітків погіршення доступу до психіатричної допомоги
Велика кількість молодих людей, які користуються психіатричними послугами, під час пандемії втратили доступ до необхідної психіатричної допомоги. Сеанси лікування замінено онлайн-підтримкою чи підтримкою по телефону, або навіть відкладено. Частина молодих людей могли вважати це менш ефективним, або хвилюватися про збереження конфіденційності, якщо сеанси лікування проводилися дистанційно з членами родини поруч. Окрім цих проблем і труднощів, карантин і соціальне дистанціювання також вплинули на окремі групи населення. У дослідженні «Погляди фахівців на вплив COVID-19 на аутистів» зазначено, що люди з розладом психіки по типу аутизму мають підвищений ризик важкості у сприйнятті заходів боротьби з пандемією та відповідними змінами у звичному способі життя. Учні з аутизмом змушені боротися з різкими змінами в навчанні та програмах наставництва через закриття шкіл. Велика кількість осіб з аутизмом потребують підтримки, але надання послуг було тимчасово призупинено. Низка осіб з розладом аутистичного спектру повідомили, що запровадження карантину означало, що вони могли більше займатися хобі, але порушення розпорядку дня та діяльності стало для них важким та стресовим.
Вважається, що локдаун вплинув на освіту, соціальне життя, діяльність і здоров'я осіб із розладами аутистичного спектру. Для частини з них різка зміна освітньої діяльності була несподівано корисною; наприклад, невідвідування школи було кращим для їхнього психічного здоров'я, що призводило до меншого занепокоєння під час їх перебування в школі. Однак деякі особи з розладом аутистичного спектру вважали навчання вдома проблематичним, їм було важко зустрічатися з друзями та родиною, як вони хотіли б, частина з них відчували труднощі з дотриманням структурованого розпорядку дня та заповненням своїх повсякденних справ змістовними заходами. Через те, що вони не могли вийти з дому, їх прогрес у засвоєнні матеріалу погіршився.
Помітна невизначеність пандемії та пов'язані з нею збої в розпорядку дня також можуть бути особливо шкідливими для дітей із порушенням інтелектуального розвитку, яким вигідна чітка структура занять та надання освітніх послуг, і вони можуть мати труднощі з розумінням змін, які запроваджені під час пандемії COVID-19.
Діти та підлітки також можуть відчувати проблеми з психікою унаслідок самої пандемії COVID-19, зокрема відчувати підвищену тривожність, оскільки вони можуть боятися, що вони або їхні близькі заразяться, або вони можуть хвилюватися про майбутнє світу. Значно більше дітей повідомили про сильну тривогу та серйозні порушення сну під час карантину, ніж до COVID-19. Результати цього дослідження підтверджують підозри спеціалістів із догляду за дітьми та молоддю щодо того, що карантин під час COVID-19 негативно впливає на психічне та соціальне здоров'я дітей та підлітків. У звітах фахівці детально описували вразливість цієї групи та очікували появу більшого почуття самотності, тривоги та депресії, а також більш напруженої атмосфери вдома. Було також висловлено занепокоєння, що локдаун з приводу COVID-19 призведе до збільшення нерівності, а діти та сім'ї з нижчим соціально-економічним статусом будуть більш вразливими до проблем психічного здоров'я. Хоча це дослідження не могло підтвердити ці занепокоєння, діти з неповних сімей, із сімей з 3 або більше дітьми, та з батьками, у яких ситуація з роботою змінилась на гірш, повідомили про більше проблем із психічним та соціальним здоров'ям під час карантину через COVID-19. Це дослідження показало, що діти та підлітки повідомили про погіршення психічного та соціального здоров'я під час карантину, пов'язаного з COVID-19, порівняно з попереднім періодом, і виявили низку факторів ризику погіршення психічного та соціального здоров'я.
Інші дослідження підкреслюють важливість інших аспектів, які мають великий вплив на здоров'я дітей, зокрема насильства, ситуації невизначеності, страху чи тривоги, ризик виникнення у дітей фізичних проблем, спричинених збільшенням знаходження в сидячому положенні, тривалим перебуванням перед екраном, нездоровим харчуванням та погіршення сну. Ці проблеми можуть посилюватися під час карантину та спровокувати зростання випадків ожиріння та проблеми із серцево-судинною та дихальною системами.
Існує занепокоєння через втрату доступу дітей до цифрових технологій та інших ресурсів, які підтримували їхнє навчання під час карантину. Існують докази того, що охоплення електронними засобами для навчальної програми було недостатнім, і половина батьків займалася домашнім навчанням своїх дітей. Це викликає занепокоєння вчителів, оскільки варіативність відповідності з навчальною програмою потенційно матиме різний вплив на розвиток і психічне здоров'я учнів.

#### Дослідження психічного здоров'я дітей у різних країнах
Існують дані, які показують, що частина дітей мають поганий розвиток мовлення внаслідок відсутності соціального контакту з однолітками, соціального дистанціювання та носіння масок.
Фонд «English Endowment Foundation» зібрав дані від 50 тисяч учнів, і провів опитування шкіл по всій Англії, яке показало, що зросла кількість чотири- і п'ятирічних дітей, які потребують допомоги з мовою. Деякі результати полягали в тому, що 96 % сказали, що учні, які йдуть до школи у вересні 2020 року, потребують більшої підтримки у спілкуванні, ніж у попередні роки. Це одне з перших досліджень, яке також надає докази про ступінь втрати навиків навчання внаслідок закриття шкіл. Це дослідження показало, що загальна успішність як з математики, так і з читання була значно нижчою порівняно з успішністю дітей у стандартизованих показниках у 2017 році. Ці первинні результати є частиною тривалого дослідження, яке планувало збирати додаткові дані до вересня 2021 року.
Незважаючи на те, що діти та підлітки не сильно постраждали від пандемії, на них вплинули заходи соціальної ізоляції. Проспективне, описове та перехресне дослідження, фінансоване аргентинським Національним університетом Комауе в Сан-Карлос-де-Барілоче, яке оцінювало зміни у звичках сну, використання екрану, занять спортом, харчування та медичних консультацій, показало, що карантин викликав емоційний та поведінковий вплив на дітей і підлітків. Емоційні та поведінкові зміни включали нудьгу, дратівливість, відмови, гнів і зміни режиму сну. Більш того, використання екранів у вільний час зросло на 3 години в робочі дні. Змінилися й види фізичних навантажень: плавання та командні види спорту змінилися на велосипед, ходьбу та лижі.
Дослідження, проведене в Італії та Іспанії, показало, що батьки помітили емоційні зміни в поведінці своїх дітей під час обмеження пересування. Проте в Італії ці зміни помітили 83,8 % батьків, а в Іспанії — 88,9 % батьків. Дещо менша кількість спостережень в Італії пов'язана з більшою гнучкістю карантину в країні. Щодо змін, про які повідомляли батьки, у дітей та підлітків спостерігалась нудьга, дратівливість, відмови, гнів і занепокоєння, що призводило до суперечок з рештою членів родини, труднощів з концентрацією, та до розчарування. Це перше дослідження, проведене для вивчення психологічного впливу карантину COVID-19 на дітей і підлітків. Ці дві країни є одними з найбільш постраждалих від COVID-19, і це дослідження було спрямоване на вивчення емоційного благополуччя італійських та іспанських дітей і підлітків віком від 3 до 18 років, щоб надати батькам і опікунам корисні поради та вказівки щодо зменшення впливу карантину на молодь.

#### Заходи, які вживалися для зменшення впливу карантину на дітей та підлітків
Низка авторів висловили свої думки про можливі наслідки карантину COVID-19 для дітей і підлітків. Ван та його колеги підкреслюють необхідність усвідомлення потенційних наслідків карантину для психічного здоров'я дітей, а також важливість того, щоб уряди, неурядові організації, місцева влада, школи та батьки діяли разом, щоб зменшити можливі наслідки карантину для дітей. Особливу увагу слід приділяти дітям і підліткам, які перебувають у розлуці зі своїми опікунами, інфікованими чи з підозрою на інфікування COVID-19, а також тим, чиї опікуни інфіковані або померли, оскільки такі діти більш вразливі до психологічних проблем.
Щоб зменшити цей далекосяжний і значний негативний вплив на психологічне благополуччя дітей, органи охорони здоров'я повинні розробити низку стратегій, відповідно до віку та розвитку дітей.
Дослідження, проведене компанією «Dialnet» у Країні Басків, проаналізувало оцінку спеціалістами, які працюють з дітьми, щодо впливу карантину на здоров'я та зміни у здоров'ї дитячого населення, а також значення, яке надається проміжним факторам, які можуть модулювати вплив карантину на здоров'я дітей. Крім того, це міждисциплінарне дослідження дозволило фахівцям визначити, чи в спостереженнях того чи іншого фахівця виникла інша думка з огляду на наслідки для здоров'я дитини.

## Дитячий досвід і розуміння
Оглядачі відзначають, що у багатьох дуже маленьких дітей виникло розуміння реальності, засноване в основному на обмеженому світі життя під час пандемії. Ці діти, які втратили можливість відвідувати заклади догляду за дітьми та відокремлені від інших дітей, часто забували своїх старих друзів, а такі раніше повсякденні дії, як відвідини магазину чи родичів у іншому будинку, стали екзотикою. Однак, навіть якщо вони не могли чітко це пригадати, більшість маленьких дітей, які народилися у світі до COVID-19, зберегли певну обізнаність про ці події.
Дослідження розуміння пандемії серед дітей віком від 7 до 12 років у Великій Британії, Іспанії, Канаді, Швеції, Бразилії та Австралії показало, що більше половини дітей мають значну кількість інформації про COVID-19. Вони пов'язували це слово з різними негативними емоціями, кажучи, що це викликало у них почуття «занепокоєння», «страху», «злоби» та «розгубленості». Вони, як правило, знали про типи людей, які були найбільш уразливими до вірусу, і про обмеження, які застосовуються в їх місцевостях. Багато хто вивчив нові терміни та фрази щодо пандемії, такі як соціальне дистанціювання. Найчастіше вони отримували інформацію про COVID-19 від вчителів та батьків, але також дізнавалися про цю тему від друзів, телебачення та Інтернету.

## Вплив на групи дітей з найбільшим ризиком
Під час пандемії безпека дітей знаходиться під загрозою. Особливо ризикують діти, які проживають в антисанітарних умовах і в скупченнях людей. Молодь — особливо молоді жінки, малочисельні корінні народи, мігранти та біженці — стикається з посиленим негативним соціально-економічним впливом і впливом на здоров'я та підвищеним ризиком насильства через соціальну ізоляцію, дискримінацію та зростання фінансового стресу. Представники цих незахищених верств населення також більш схильні до дитячих шлюбів, оскільки сім'ї шукають способи полегшити економічний тягар. Національна мережа зґвалтувань, насильства та інцесту в США повідомила у квітні 2020 року, що вперше більше половини жертв, які зверталися за допомогою на Національну гарячу лінію сексуального насильства, були неповнолітніми.

### Вплив на молодих мігрантів
Глобальна катастрофа, пов'язана з пандемією COVID-19, загострює існуючу вразливість і нерівність, з якими стикається молодь, та посилюється в тих ситуаціях, де нестабільність, конфлікти та надзвичайні ситуації підривають інституційну спроможність і де доступ до допомоги для них обмежений. Найбільше постраждали молоді мігранти; молоді люди, які є внутрішньо переміщеними особами або біженцями; молодь, яка живе в бідних міських районах з високою щільністю населення; молодь без дому; молоді люди з інвалідністю; та молоді люди, які живуть з ВІЛ. Молоді люди, які розлучені з працюючими батьками-мігрантами, та знаходяться без супроводу або залишені батьками, стикаються з вищим ризиком експлуатації, насильства та проблем із психічним здоров'ям, а також мають гірший доступ до медичних послуг та захисту.

## Вакцинація
Станом на 22 вересня 2020 року клінічні дослідження вакцин проти COVID-19 на особах віком до 18 років не проводилися. Відповідно до протоколів Центрів з контролю та профілактики захворювань, підлітки віком 16 та 17 років можуть вакцинуватися вакциною вакциною Pfizer проти COVID-19, але не на вакцинами «Moderna» або «Janssen» («Johnson & Johnson»). Станом на березень 2021 року розпочали проводитись дослідження вакцин «Moderna» та «Pfizer/Biotech» для дітей, планувались дослідження вакцини «Johnson & Johnson» для дітей.
22 грудня 2021 року агентство з лікарських засобів і медичних товарів Великої Британії схвалило новий педіатричний склад вакцини «Pfizer/BioNTech» проти COVID-19 для дітей віком від 5 до 11 років у Великій Британії.
19 червня 2022 року FDA дозволило екстрене використання як вакцини «Pfizer-BioNTech» проти COVID-19, так і вакцини «Moderna» в дітей віком від 6 місяців до 5 років.